# Myron S. Scholes

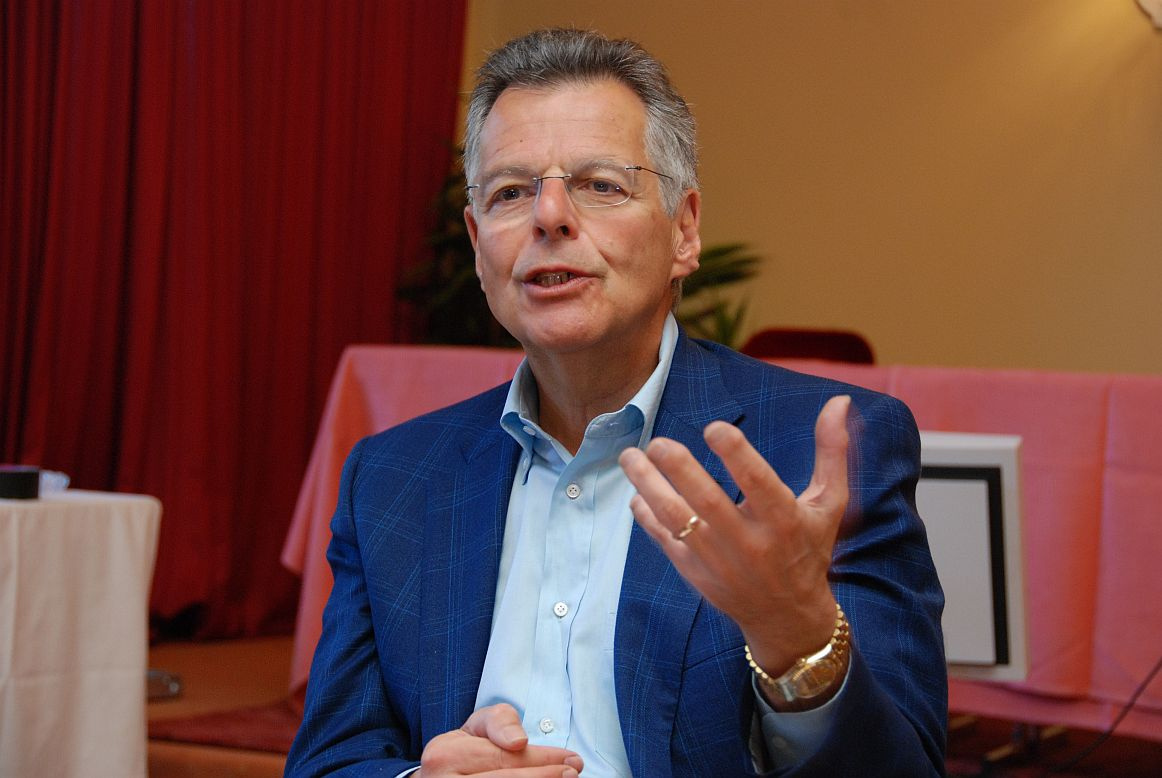
Myron S. Scholes, 2009

Myron Samuel Scholes (* 1. Juli 1941 in Timmins, Ontario) ist ein kanadischer Wirtschaftswissenschaftler.

## Leben
Scholes studierte zunächst Wirtschaftswissenschaften an der McMaster University in Hamilton, wo er 1962 den akademischen Grad eines Bachelors erreichte. An der University of Chicago schloss er 1964 mit dem Master of Business Administration ab und wurde fünf Jahre später mit einer Dissertation unter Merton Miller promoviert. Es folgten Professuren an der MIT Sloan School of Management (1968–1973) und der University of Chicago (1973–1983). Seit 1983 ist er Professor in Stanford, wo er 1996 emeritiert wurde
.
Scholes war im Direktorium des Hedgefonds Long-Term Capital Management (LTCM), der im September 1998 aufgrund massiver Fehlspekulationen nach Verlusten von 4,6 Milliarden US-Dollar zusammenbrach und eine Krise an den Finanzmärkten verursachte.
2005 wurde Scholes wegen Steuerhinterziehung in Höhe von 40 Millionen USD im Zusammenhang mit ungerechtfertigten Abschreibungen bei LTCM verurteilt.
Danach war Scholes im Vorstand von Platinum Grove Asset Management, einem Hedgefonds, den er mit seinem früheren LTCM-Partner Chi-fu Huang gegründet hatte. Die Gesellschaft verwaltete bis Ende August 2008 4,8 Milliarden USD und hatte noch bis 2007 eine durchschnittliche Jahresrendite von 9,4 % erzielt. Allein in der ersten Oktoberhälfte 2008 hat der Fonds 29 Prozent seines Wertes verloren.
2010 wurde Scholes in die American Academy of Arts and Sciences gewählt. Seit Juli 2014 ist er Chief Investment Officer der Janus Capital Group.
Des Weiteren ist Scholes in zahlreichen Direktorien vertreten, wie in jenem der Chicago Mercantile Exchange und jenem der Dimensional Fund Advisors.

## Werk
Gemeinsam mit Fischer Black und Robert C. Merton entwickelte er das Black-Scholes-Modell zur Bewertung von Finanzoptionen. Scholes wurde für dieses Modell im Jahr 1997 mit dem Nobelpreis für Wirtschaftswissenschaften geehrt; Black war bereits 1995 verstorben und konnte den Preis daher nicht erhalten.

## Verweise
1. ↑  Informationen auf der Website der Stanford University. Stanford University Graduate School of Business, abgerufen am 2. Juni 2025.
2. ↑  ftd.de: Nobelpreisträger mit negativer Rendite (Memento vom 30. Juli 2012 im Webarchiv archive.today) (12. November 2008)
3. ↑  Nobelpreisträger Myron Scholes geht zur Anlagegesellschaft Janus Capital, in: Handelsblatt, Nr. 133 vom 15. Juli 2014, S. 46.

| Personendaten    | Personendaten                                        |
| ---------------- | ---------------------------------------------------- |
| NAME             | Scholes, Myron S.                                    |
| ALTERNATIVNAMEN  | Scholes, Myron Samuel (vollständiger Name)           |
| KURZBESCHREIBUNG | kanadischer Wirtschaftswissenschaftler, Fondsmanager |
| GEBURTSDATUM     | 1. Juli 1941                                         |
| GEBURTSORT       | Timmins, Ontario, Kanada                             |